# Phasgonophora sulcata
Phasgonophora sulcata är en stekelart som beskrevs av John Obadiah Westwood 1832. Phasgonophora sulcata ingår i släktet Phasgonophora och familjen bredlårsteklar. Inga underarter finns listade i Catalogue of Life.